# HD 34445 b
HD 34445 b是一個環繞黃矮星 HD 34445 的太陽系外行星，距離地球約152光年，位於獵戶座。

## 概況
該行星發現於2004年，最後於2009年獲得確認。HD 34445 b 的質量下限是三分之二木星質量，距離母恆星距離約2 AU。不過該行星的軌道離心率很高，因此它與母恆星的距離在0.86到3.16 AU之間變化，但是它仍然在母恆星的適居帶內。